# Elovo
Elovo (makedonska: Елово) är en ort i Nordmakedonien. Den ligger i kommunen Studeničani, i den centrala delen av landet, 18 kilometer söder om huvudstaden Skopje. Elovo ligger 833 meter över havet och antalet invånare är 173.